# Royal International Air Tattoo
Royal International Air Tattoo (RIAT) — международный авиационный показ боевой авиационной техники, проводимый Благотворительным фондом Королевских ВВС Великобритании ежегодно в третьи выходные июля на авиабазе Фэйфорд графства Глостершир в Англии. Является одним из самых больших в мире показом боевой авиационной техники по посещаемости.

## Основные характеристики
- Максимальная посещаемость — 200 000 человек[1].
- Место проведения — авиабаза Фэйфорд графства Глостершир, Англия.
- Период проведения — ежегодно, в третьи выходные июля[1].
- Организатор — Благотворительный фонд Королевских ВВС Великобритании (The Royal Air Force Charitable Trust Enterprises)[1].

## История
Первый показ авиационной техники был организован на аэродроме Северная пустошь графства Эссекс в 1971 году. Организаторами шоу выступили два энтузиаста авиации Тим Принс и Пол Боуэн, работавшие диспетчерами, а также сэр Денис Кроули Миллинг — маршал авиации в отставке, руководивший Благотворительным фондом королевских ВВС. Изначально авиационный праздник задумывался в формате слёта единомышленников — летчиков военной авиации, который постепенно вырос до крупнейшего в мире авиационного шоу военной авиации. С 1973 по 1983 шоу проходило на аэродроме Гринхам Коммон графства Беркшир на юге Англии. С 1985 года проходит на авиабазе Фэйфорд на юго-западе графства Глостершир. С 1993 года проводится ежегодно. В 1996 году шоу получило статус «королевского», который предоставлен королевой Елизаветой II в знак признания его уникальности и значимости. В 2000 и 2001 году проводилось на авиабазе Коттесмор графства Ратленд в центральной Англии.
В 2003 году шоу вошло в Книгу рекордов Гиннесса как самое большое по показу авиационной техники: участие в воздушной части показа принимали 535 самолетов.
В 2008 году шоу было отменено по причине плохой погоды. Сильные ливни препятствовали выполнению летной программы, а летное поле размокло настолько, что практически превратилось в болото.
В 2014 году участие в воздушной части показа приняли 224 самолета. Показ сопровождается демонстрацией новой авиационной техники. Так, жители Европы впервые увидели здесь американский тяжёлый малозаметный стратегический бомбардировщик Northrop B-2 Spirit и многоцелевой истребитель пятого поколения Lockheed/Boeing F-22 Raptor, а в 2014 году — малозаметный истребитель-бомбардировщик пятого поколения Lockheed Martin F-35 Lightning II.

## Проведение показа
Официальная воздушная часть показа проводится в выходные дни субботу и воскресенье. Все участники начинают прибывать среди недели, начиная со среды. В понедельник (иногда во вторник) авиационные группы и одиночные участники разлетаются на свои места базирования. Наземная экспозиция занимает в длину более 2 км.
Летная программа считается наиболее разнообразной в мире. Полеты начинаются примерно в 10:00 по местному времени и длятся до окончания летного дня (17:00 или 18:00, в зависимости от дня недели). Дата и время публикуются на официальном сайте «RIAT».

## Инциденты
- В 1993 году два МиГ-29 ВВС России столкнулись в воздухе. Оба летчика (Сергей Тресвятский и Александр Бесчастнов) катапультировались. Жертв и разрушений на земле нет.
- В 2002 году самолет Aeritalia G-222 ВВС Италии выполнил жесткую посадку после показа короткой посадки, более известной в Европе как «Сараевский подход», разработанный для посадки в Сараево во время Боснийской войны. После первоначального касания ВПП самолет начал козление, во время чего разрушился. Экипаж выжил.